# Szarvas
Szarvas (slovensky Sarvaš, znamená jelen) je město v jihovýchodním Maďarsku v župě Békés, asi 44 km severozápadně od jejího hlavního města Békéscsaby. Je správním městem stejnojmenného okresu. Do roku 1918 se zde nacházel geografický střed země (Uher).
Sousedními městy jsou Gyomaendrőd, Kondoros, Kunszentmárton, Mezőtúr a Szentes.

## Historie
Ve středověku bylo poprvé připomenuto pod názvem Szarvashalom, a to na stezce, která spojovala Székesfehérvár a ostrov Csepel. Po tatarské invazi v polovině 13. století trasa změnila své vedení. Patřila po nějakou dobu rodu Abrányů. Nejspíše po pádu Gyuly se dostala do rukou osmanských vojsk. Turecký správce Omer Cserkesz zde nechal postavit[zdroj?] pevnost s dřevěnou palisádou. Původní vesnice byla opuštěna v závěru období turecké okupace Uher.
Současná obec má svoji nejstarší zmínku z roku 1722, kdy ji obnovili slovenští evangelíci. Evangelický farář Samuel Tešedík zde založil první zemědělskou školu svého typu v zemi. Inicioval také vysušení bažin okolo města. Dodnes je zde přítomnost slovenských kolonistů patrná; od roku 1995 zde existují slovenské kulturní organizace, kteří se snaží zachovat tradice a zvyky místní komunity.
Město bylo vyprojektováno s pravoúhlou sítí ulic a tak připomíná řadu dalších sídel, která vznikla kolonizací po odchodu Turků, většinou v oblasti dnešní Vojvodiny, ale i Maďarska. Současný evangelický kostel byl dokončen v roce 1788.
V 19. století zde nechala zámožná rodina Bolzů zřídit arboretum, z této doby se tu také dochoval i zámeček patřící stejnému rodu. V roce 1898 v Szarvasi maturoval Milan Rastislav Štefánik. Ještě na přelomu století zde slovenské obyvatelstvo tvořilo většinu, jeho počet však postupně klesal ve prospěch maďarské národnosti. Zatímco tehdy zde žilo 17,7 tisíc Slováků a 7,8 tisíc Maďarů, roku 1930 to bylo již 7,2 tisíc Slováků a 18,2 tisíc Maďarů. Maďarizace zde historicky postupovala pomaleji, především proto, že většina obyvatel žila na venkově a mnohem méně tak byla vystavena většinové maďarské kultuře i jazyku.
Za první světové války padlo 1153 vojáků, kteří narukovali ze Szarvase. Příchod rumunské okupace, která trvala několik měsíců, místní obyvatelé vítali, neboť doufali v konec chaosu po skončení války. Ve 20. století byl přestavěn střed obce a vznikly městské domy. Dnes je Szarvas centrem národního parku Körös-Maros. Po druhé světové válce se rozvíjel hlavně jako vzdělanostní centrum. Od roku 1990 se zde pravidelně pořádá Židovský kemp mládeže.
V roce 2011 zde byla postavena největší bioplynová stanice v Maďarsku.

## Obyvatelstvo
V roce 2018 zde žilo 15 565 obyvatel, z nichž podle statistik z roku 2011 tvoří 84,5 % Maďaři, 10,1 % Slováci, 2,5 % Romové a pod 3 % jiné národnosti (Němci, Rumuni, Slovinci).

## Pamětihodnosti
- Kaštel Bolzů z počátku 19. století
- Arboretum Szarvas
- Slovenský dům
- Muzeum, které je věnováno dílu Samuela Tešedíka.[2]

## Doprava

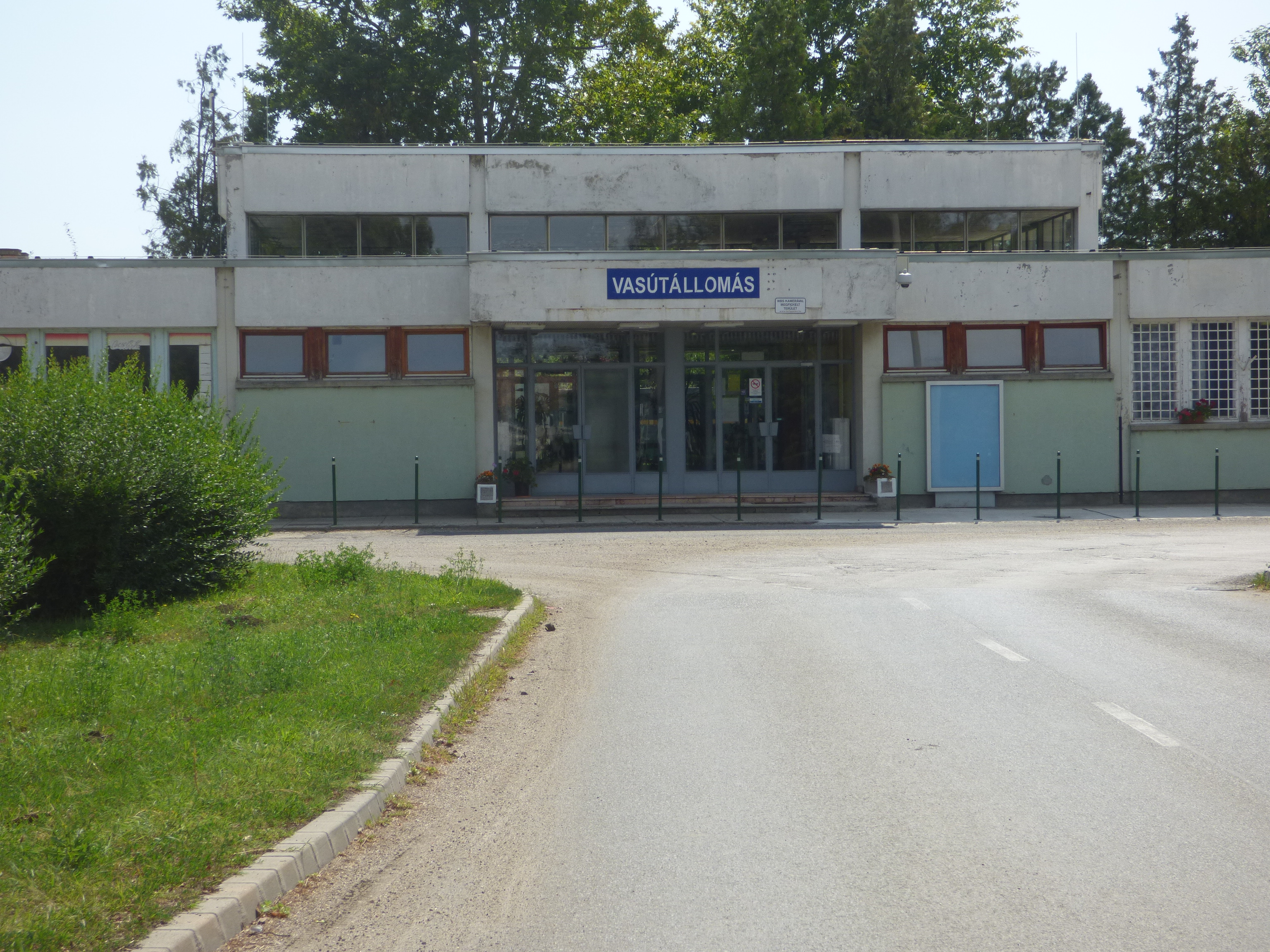
Budova nádraží.

Město leží na silnicích 44, 443, 4401, 4404, 4631 a 4641. Jižně od města byla vystavěna dálnice M44, která začíná u vesnice Tiszakürt a končí v Békéscsabě. Městem rovněž prochází severo-jižním směrem železniční trať regionálního významu, která spojuje Szarvas s městy Mezőtúr a Orosháza. Nádraží stojí na východním okraji města.

## Známé osobnosti
- Árpád Szendy (1863–1922), skladatel
- Endre Bajcsy-Zsilinszky (1886–1944), politik
- György Ruzicskay (1896–1993), malíř
- Itamar Yaoz-Keszt (born 1934), izraelský básník
- Dóra Bodonyi (born 1993), kanojista

## Partnerská města
- Malacky, Slovensko[3]
- Poprad, Slovensko (od r. 1980).
- Keruu, Finsko (od r. 1983).